# Фиуза, Жуакин
Жуакин Машкареньяш Фиуза (порт. Joaquim Mascarenhas Fiúza, 8 февраля 1908, Лиссабон — 4 марта 2010, Лиссабон) — португальский яхтсмен, бронзовый призёр Олимпийских игр 1952 года.
Участник трёх Олимпиад (1936, 1948 и 1952). На своих первых Летних Играх 1936 года в Берлине занял десятое место, через четыре года в Лондоне стал шестым, а в Хельсинки — завоевал «бронзу», выступая со своим партнёром Франсишку де Андраде в классе «Звёздный».
В 2008 году, когда спортсмену исполнилось 100 лет, он был признан старейшим из живших на тот момент олимпийцев Португалии.
Умер в марте 2010 года на 103-м году жизни.